# سيزار غارسيا بيرالتا
سيزار غارسيا بيرالتا (بالإنجليزية: César García Peralta)‏ هو لاعب كرة قدم دومينيكاوي في مركز الدفاع، ولد في 4 يونيو 1990 في Jarabacoa ‏ في جمهورية الدومينيكان. شارك مع منتخب جمهورية الدومينيكان لكرة القدم. أما مع النوادي، فقد لعب مع Puerto Rico Islanders ‏.

## وصلات خارجية
- سيزار غارسيا بيرالتا على موقع قاعدة بيانات كرة القدم.إي يو (الإنجليزية)
- سيزار غارسيا بيرالتا على موقع ناشيونال فوتبول تيمز (الإنجليزية)
- سيزار غارسيا بيرالتا على موقع Soccerway.com (الإنجليزية)
- سيزار غارسيا بيرالتا على موقع GSA (الإنجليزية)